# Lynx roux
Lynx rufus
Vous lisez un « article de qualité » labellisé en 2009.
Pour les articles homonymes, voir Bobcat, Chat sauvage et Lynx.
Espèce
Statut de conservation UICN

 LC  : Préoccupation mineure
Statut CITES
Le Lynx roux (Lynx rufus), aussi appelé Lynx bai, Chat sauvage en français québécois, Chat tigré en français cadien et Bobcat en anglais est un félin du genre Lynx qui vit en Amérique du Nord. Avec douze sous-espèces reconnues, ses populations s’étalent entre le sud du Canada et le nord du Mexique, en englobant la majeure partie des États-Unis. Ce prédateur occupe une vaste gamme d’habitats, depuis les zones boisées jusqu’aux régions semi-désertiques, incluant les zones urbaines et les environnements marécageux.
Le Lynx roux ressemble aux trois autres espèces du genre Lynx, avec des oreilles couronnées d’un plumet de poils noirs, une queue courte et une démarche chaloupée en raison de ses pattes postérieures très longues. Il a toutefois des barres noires distinctives sur ses pattes antérieures et une courte queue au bout noir. Il mesure en moyenne 90 cm de la tête à la queue, pour 50 cm à l’épaule. Son poids varie de six à treize kilogrammes.
Bien que le Lynx roux préfère les lapins et les lièvres, il est un chasseur opportuniste qui peut s’attaquer aussi bien aux insectes qu’aux petits rongeurs ou aux daims. Le type de proies dépend de leur abondance, de l’habitat, de la localisation et des saisons. Comme la plupart des félins, le Lynx roux est territorial et principalement solitaire, bien qu’il y ait des chevauchements entre territoires. Il emploie plusieurs méthodes pour délimiter son territoire, dont les marques de griffes et les dépôts d’urine ou d’excréments. Le Lynx roux se reproduit en hiver et au printemps et a une période de gestation d’environ deux mois.
Chassé à la fois pour le sport et sa fourrure, sa population est cependant stable. Cet « insaisissable » prédateur caractéristique des États-Unis apparaît dans la mythologie des Nord-Amérindiens et le folklore des colons européens.

## Description

### Corps

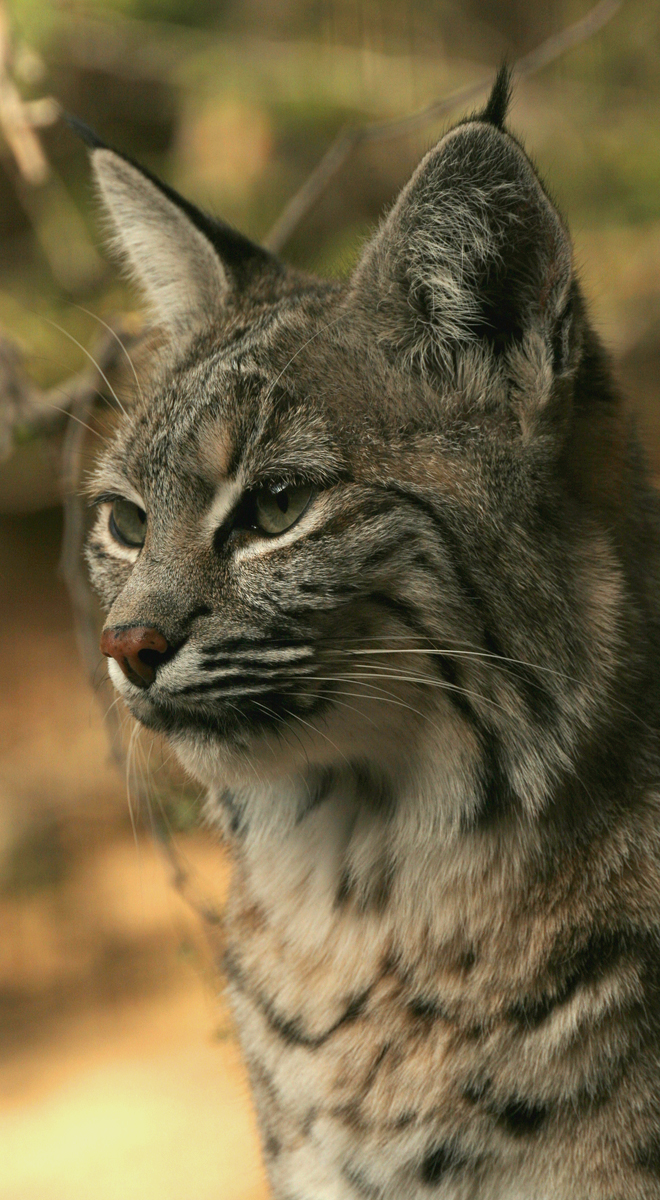
Portrait d’un Lynx roux.

La fourrure du Lynx roux est courte, douce et dense, de teintes variées. Le dos va du gris clair au brun rougeâtre, plus sombre au milieu. En général, les lèvres, le menton, l’intérieur des membres et le ventre sont de couleur crème. La robe peut être marquée de taches noires ou brun foncé, ou de raies. L’arrière des oreilles est noir avec une tache blanche bien visible. De plus, les oreilles sont couronnées par une touffe de poils noirs, comme pour tous les lynx. La queue est courte, blanche sur la partie inférieure, marquée d’une large bande noire sur le dessus de l’extrémité et de plusieurs raies sombres.
Les Lynx roux des régions désertiques possèdent les robes les plus claires tandis que les populations du Nord, vivant en forêt, sont plus sombres. Les jeunes naissent avec une fourrure tachetée. Quelques spécimens mélaniques ont été aperçus et capturés en Floride : leur robe noire laisse apparaître les taches. Il existe également des individus albinos.
La tête paraît large du fait du collier de poil autour du cou en dessous des oreilles. Le nez est de couleur rose-rouge, et les yeux sont jaunes avec des pupilles noires en fente,. Le lynx a une ouïe et une vision fines ainsi qu’un bon sens de l’odorat. Les vibrisses, souvent appelées « moustaches », se trouvent sur le museau, au-dessus des yeux, sur les joues et au niveau des pattes : comme pour tous les félins, elles sont un organe du toucher très sensible. C’est un excellent grimpeur et il sait nager, bien qu’il évite l’eau de préférence.
Le Lynx roux est le plus petit représentant des quatre espèces du genre Lynx. Le Lynx roux mâle adulte mesure de 48 à 120 cm de long, en moyenne 90 cm, en incluant la queue courte de 10 à 18 cm. La hauteur au garrot est de 45 à 58 cm. Les mâles pèsent entre neuf et quatorze kilogrammes et les femelles entre six et neuf kilogrammes environ. Les pattes arrière sont plus longues que les pattes avant, ce qui lui donne une allure chaloupée. À la naissance, il pèse entre 280 et 340 g et mesure 25 cm de long environ. Durant la première année, les jeunes atteignent les 4,5 kg.
Le Lynx roux est plus gros au Nord de son aire de répartition et dans les habitats ouverts : il obéit à la règle de Bergmann. Dans l’ouest des États-Unis, des comparaisons de taille ont montré un dimorphisme sexuel plus important dans les régions continentales que dans les régions côtières : cela suggère une sélection naturelle sur des critères sexuels ou une compétition intraspécifique entre les mâles et les femelles.
Le Lynx roux peut être confondu avec le Lynx du Canada qui partage une partie de son aire de répartition. Le Lynx roux a toutefois des pattes plus courtes et des pieds plus petits, sans poil sur les coussinets. La touffe de poils qui surmonte chaque oreille est également beaucoup plus petite que celle du Lynx du Canada ; enfin, la queue du Lynx du Canada est plus courte et son extrémité est complètement noire tandis que celle du Lynx roux est claire sur le dessous.

### Empreintes

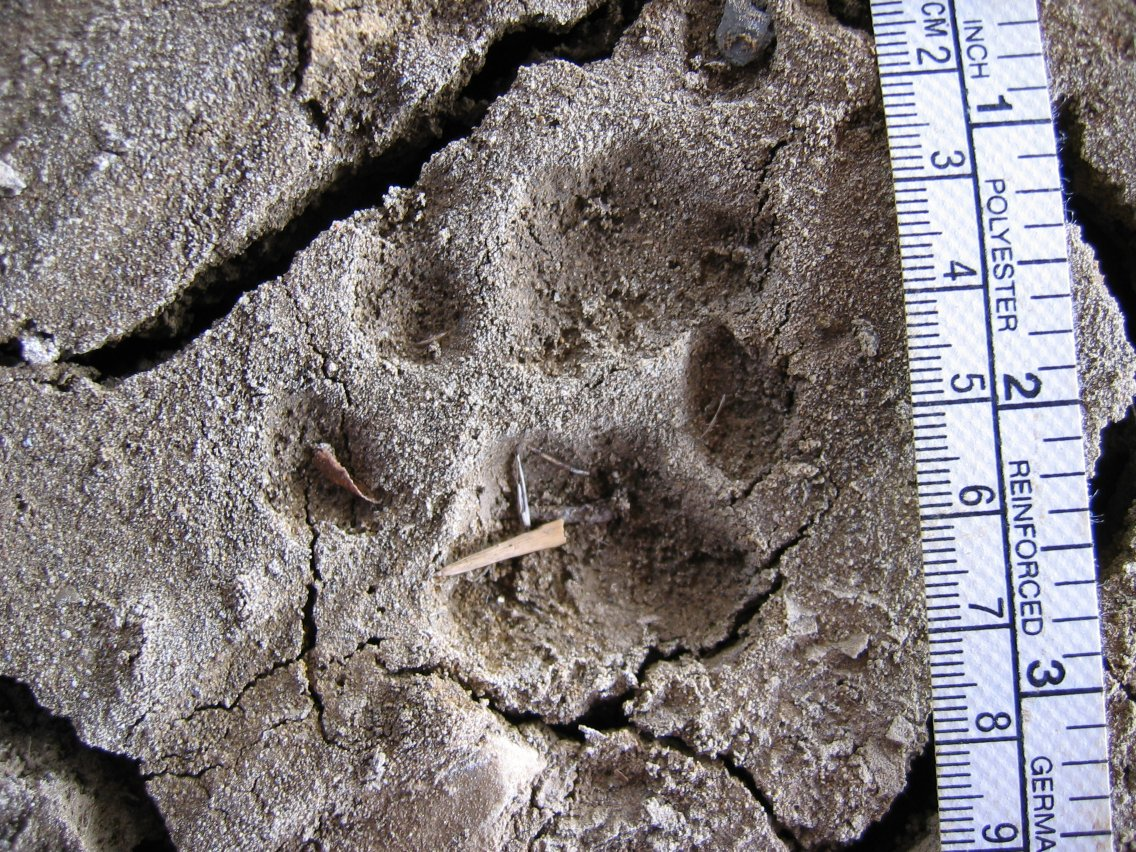
Une empreinte de Lynx roux dans la boue.

Les traces du Lynx roux montrent quatre orteils sans trace de griffes en raison de leur rétractilité. L’empreinte, aussi longue que large, peut mesurer de deux à huit centimètres et la moyenne est à 4,5 cm. Quand il marche ou trotte, les empreintes sont espacées de 20 à 46 cm, mais lorsqu’il court, le Lynx roux peut faire de grandes enjambées de un à trois mètres.
Comme tous les félins, les traces des pattes avant tombent exactement au-dessus des traces des pattes arrière. Les traces du Lynx roux peuvent être distinguées de celles du chat haret ou du chat domestique grâce à leur grosseur : le chat domestique a des empreintes de 10 cm2 tandis que celles du Lynx roux atteignent les 13 cm2.

## Évolution de l’espèce et sous-espèces

### Phylogenèse
La classification du Lynx roux a fait l’objet d’un débat : fallait-il le classer comme Lynx rufus ou Felis lynx, ; le Lynx roux devait-il, avec les trois autres espèces de Lynx, être classé dans son propre genre Lynx ou être un sous-genre de Felis ? Il est à présent admis que le Lynx roux fait partie du genre Lynx et il est listé comme Lynx rufus dans toutes les références taxonomiques modernes. Le Lynx roux possède en effet deux prémolaires sur la mâchoire supérieure, ce qui est une caractéristique du genre Lynx.
Selon une étude menée par Johnson en 2006, les Lynx partageraient un clade avec les lignées du Puma, Prionailurus et Felis depuis 7,15 millions d’années. Le genre Lynx serait le premier à avoir divergé, il y a environ 3,24 millions d’années. Le Lynx roux aurait évolué depuis le lynx d'Issoire qui aurait migré en Amérique du Nord par le détroit de Béring durant la glaciation du Pléistocène il y a cinq à deux millions d’années : des preuves de sa présence il y a 2,5 à 2,4 millions d’années ont été découvertes au Texas. Le lynx d'Issoire aurait évolué en une forme intermédiaire Lynx issiodorensis kurteni puis vers Lynx rufus. Une seconde population de lynx aurait colonisé l’Amérique du Nord depuis l’Asie et serait à l’origine du Lynx du Canada moderne.
Arbre phylogénétique du genre Lynx
|  | Lynx canadensis - Lynx du Canada                                                             |
|  |                                                                                              |
|  | \| \| Lynx lynx - Lynx d’Eurasie \| \| \| \| \| \| Lynx pardinus - Lynx pardelle \| \| \| \| |
|  |                                                                                              |
|  | Lynx lynx - Lynx d’Eurasie                                                                   |
|  |                                                                                              |
|  | Lynx pardinus - Lynx pardelle                                                                |
|  |                                                                                              |

|  | Lynx lynx - Lynx d’Eurasie    |
|  |                               |
|  | Lynx pardinus - Lynx pardelle |
|  |                               |

|  | Lynx canadensis - Lynx du Canada                                                             |
|  |                                                                                              |
|  | \| \| Lynx lynx - Lynx d’Eurasie \| \| \| \| \| \| Lynx pardinus - Lynx pardelle \| \| \| \| |
|  |                                                                                              |
|  | Lynx lynx - Lynx d’Eurasie                                                                   |
|  |                                                                                              |
|  | Lynx pardinus - Lynx pardelle                                                                |
|  |                                                                                              |

|  | Lynx lynx - Lynx d’Eurasie    |
|  |                               |
|  | Lynx pardinus - Lynx pardelle |
|  |                               |

### Sous-espèces

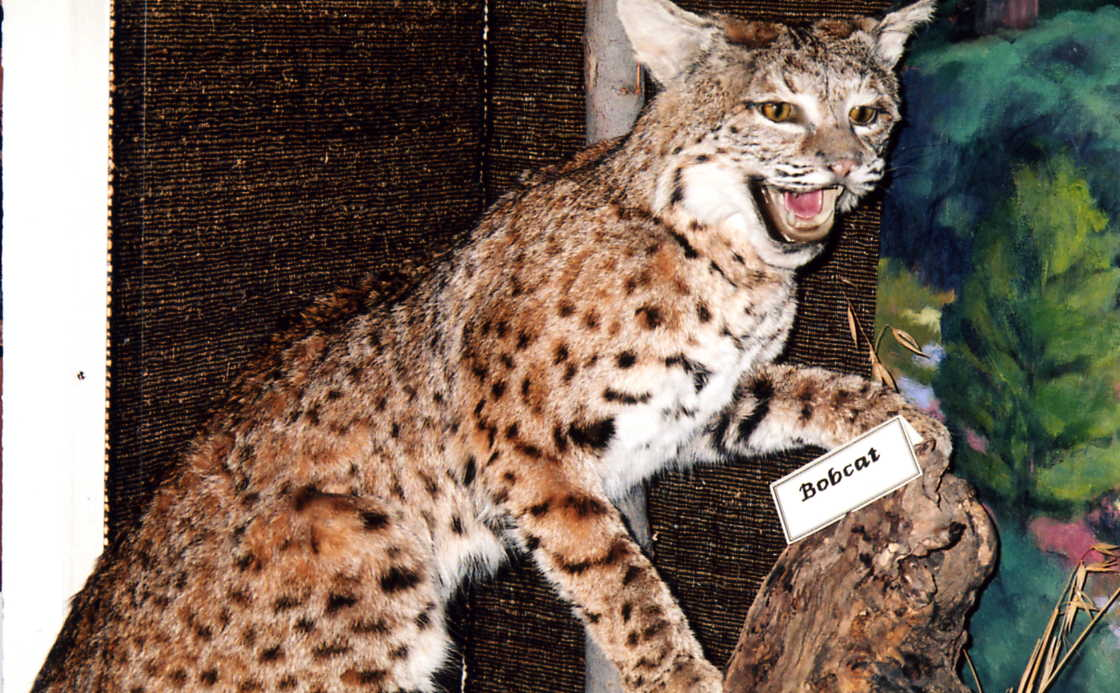
Lynx rufus californicus

Douze sous-espèces sont reconnues,. La scission en différentes sous-espèces, basée sur des aires de répartition plus que sur des différences anatomiques ou comportementales, est peu claire. La division géographique est critiquée, notamment parce que de nombreuses zones de recouvrement existent. Ce problème outrepasse le simple domaine de la taxinomie, puisque la législation différencie l’espèce de ses sous-espèces : Lynx rufus escuinipae a ainsi été déprotégée car la validité de cette sous-espèce était insuffisante,.

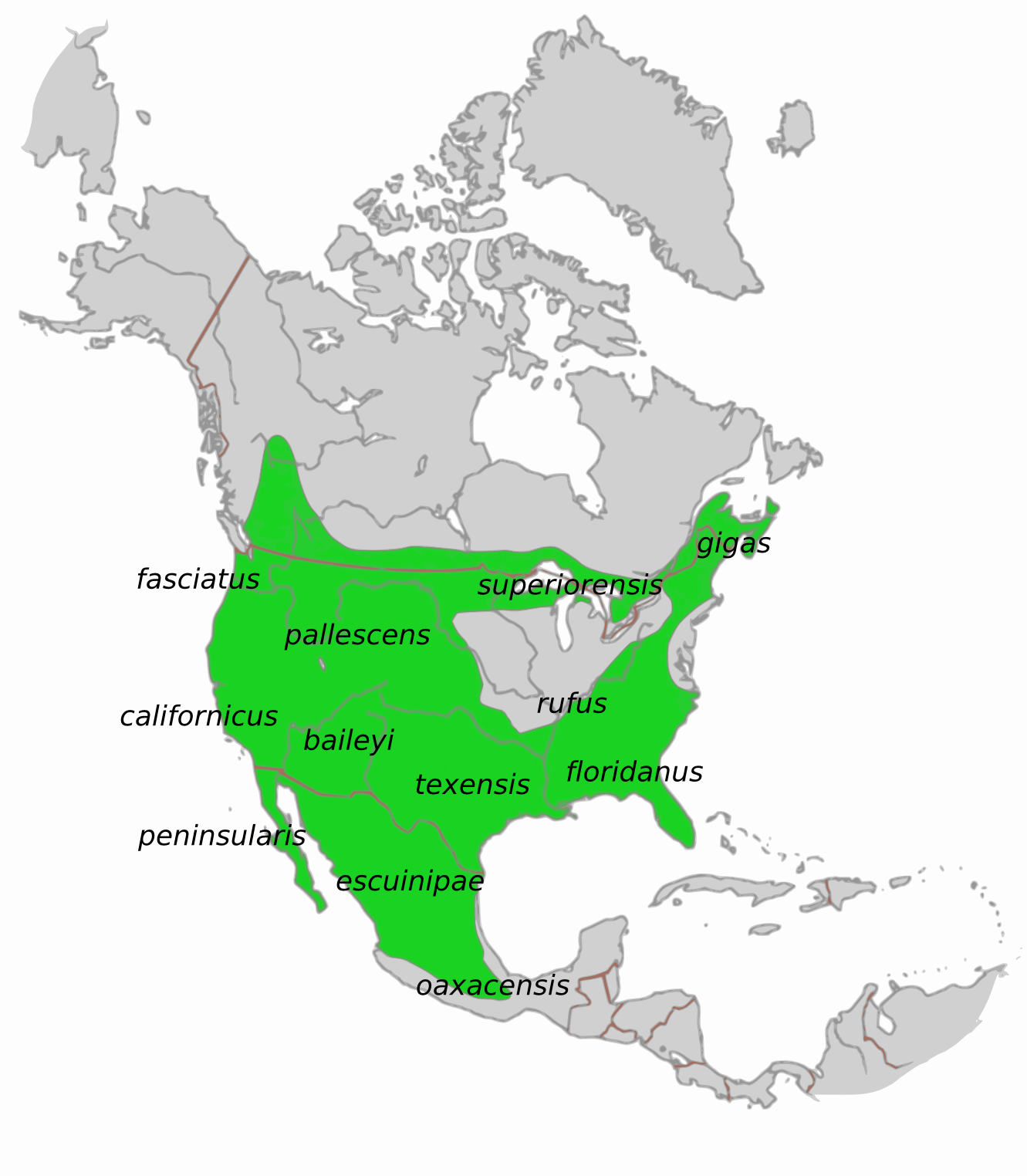
Localisation des différentes sous-espèces.

- Lynx rufus baileyi Merriam, 1890 – sud-ouest des États-Unis et nord-ouest du Mexique.
- Lynx rufus californicus Mearns, 1897 – Californie, ouest de la Sierra Nevada.
- Lynx rufus escuinipae J. A. Allen, 1903 – Centre du Mexique, et une extension au nord le long de la côte Ouest du sud du Sonora.
- Lynx rufus fasciatus Rafinesque, 1817 – Oregon, Washington, ouest de la chaîne des Cascades, nord-ouest de la Californie et sud-ouest de la Colombie-Britannique.
- Lynx rufus floridanus Rafinesque, 1817 – sud-est des États-Unis et vallée du Mississippi, jusqu’au sud-ouest du Missouri et le sud de l’Illinois.
- Lynx rufus gigas Bangs, 1897 – du nord de l’État de New York à la Nouvelle-Écosse et le Nouveau-Brunswick.
- Lynx rufus oaxacensis Goodwin, 1963 – Oaxaca.
- Lynx rufus pallescens Merriam, 1899 – nord-ouest des États-Unis et sud de la Colombie-Britannique, Alberta et Saskatchewan.
- Lynx rufus peninsularis Thomas, 1898 – Basse-Californie.
- Lynx rufus rufus Schreber, 1777 – Centre-est des États-Unis.
- Lynx rufus superiorensis Peterson et Downing, 1952 – ouest des Grands Lacs, en incluant le Michigan, le Wisconsin, le sud de l’Ontario et une grande partie du Minnesota.
- Lynx rufus texensis J. A. Allen, 1895 – ouest de la Louisiane, Texas, centre de l’Oklahoma et sud de Tamaulipas, Nuevo León, et Coahuila.

### Hybridation

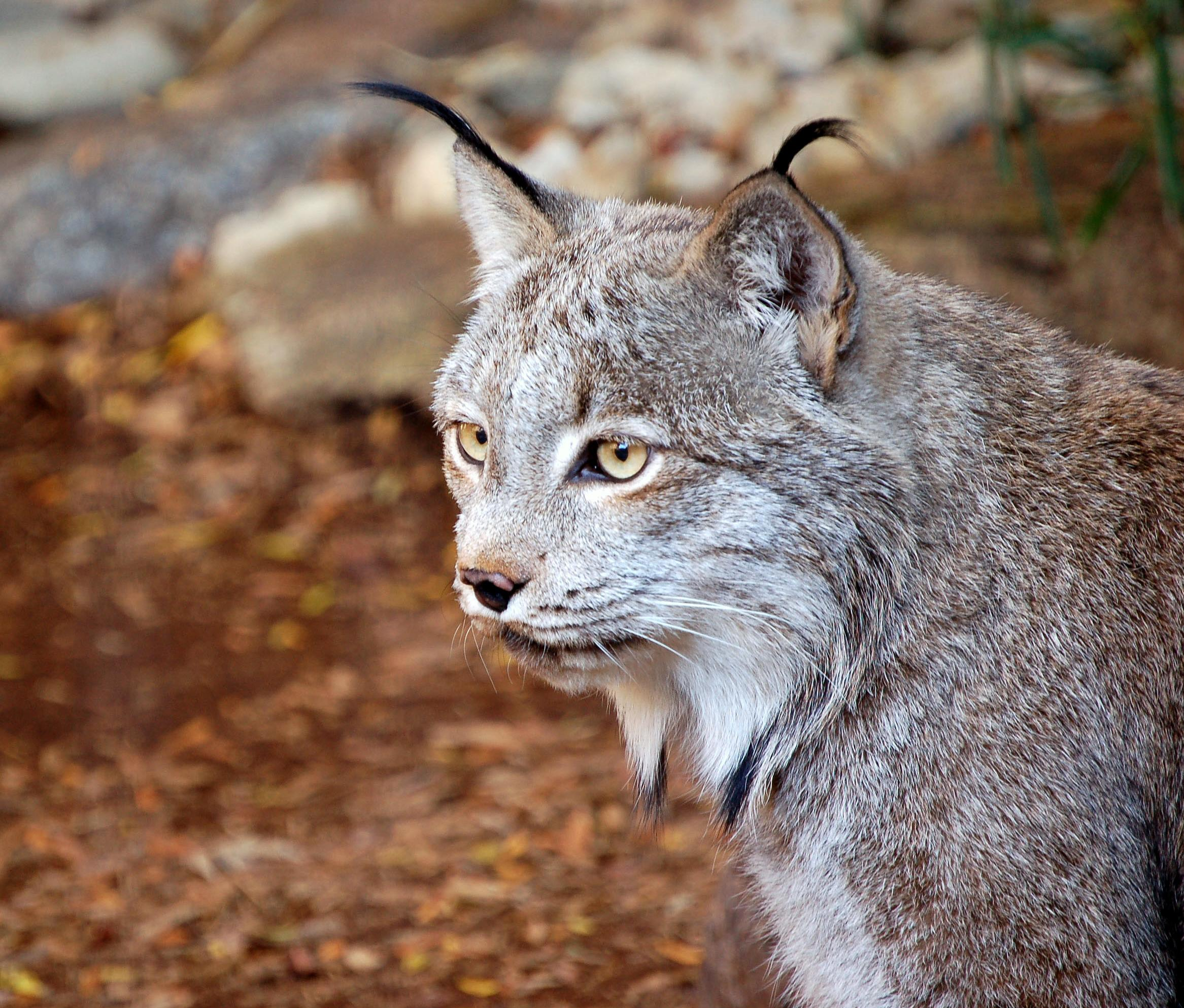
L’hybridation naturelle avec le Lynx du Canada est avérée.

L’hybridation entre le Lynx roux et le Lynx du Canada existe : aux États-Unis, on appelle le résultat d’un tel croisement un « Blynx » ou un « Lynxcat », contraction du terme « Bobcat » désignant le Lynx roux et « Lynx » désignant le Lynx du Canada. En 2004, des études génétiques menées sur ces deux espèces ont confirmé que trois spécimens sauvages du Minnesota à l’origine ambiguë étaient issus de l’hybridation. L’ensemble des hybrides étudiés avait un Lynx du Canada pour mère. Les signalements d’hybrides sauvages sont, pour l’instant, confinés au sud de l’aire de répartition du Lynx du Canada. Les pattes des hybrides sont en général plus larges que celles du Lynx roux, mais moins que celles du Lynx du Canada. Leur robe et la longueur des plumets de leurs oreilles sont plus proches de celles du Lynx roux. Un cas de Blynx femelle féconde a été signalé en 2008,.
Des hybridations en captivité avec l’ocelot ont été signalées. Une légende, probablement colportée par la créatrice de la race dans les années 1980 aux États-Unis, veut également que le pixie-bob soit une race de chat issue du croisement naturel entre un Lynx roux et un chat domestique.

## Comportement
Le Lynx roux est un prédateur crépusculaire, en général plus actif à l’aube et au crépuscule. Il est actif dès trois heures avant le coucher du soleil et jusqu’à minuit, puis un peu avant l’aube jusqu’à trois heures après le lever du soleil. Chaque nuit, il parcourt trois à onze kilomètres sur des chemins qu’il emprunte très souvent. Ce comportement peut varier saisonnièrement, le Lynx roux devenant plus diurne durant l’automne et l’hiver. C’est une réponse aux habitudes de ses proies, qui sont plus actives le jour durant les mois froids.

### Structure sociale et territoire

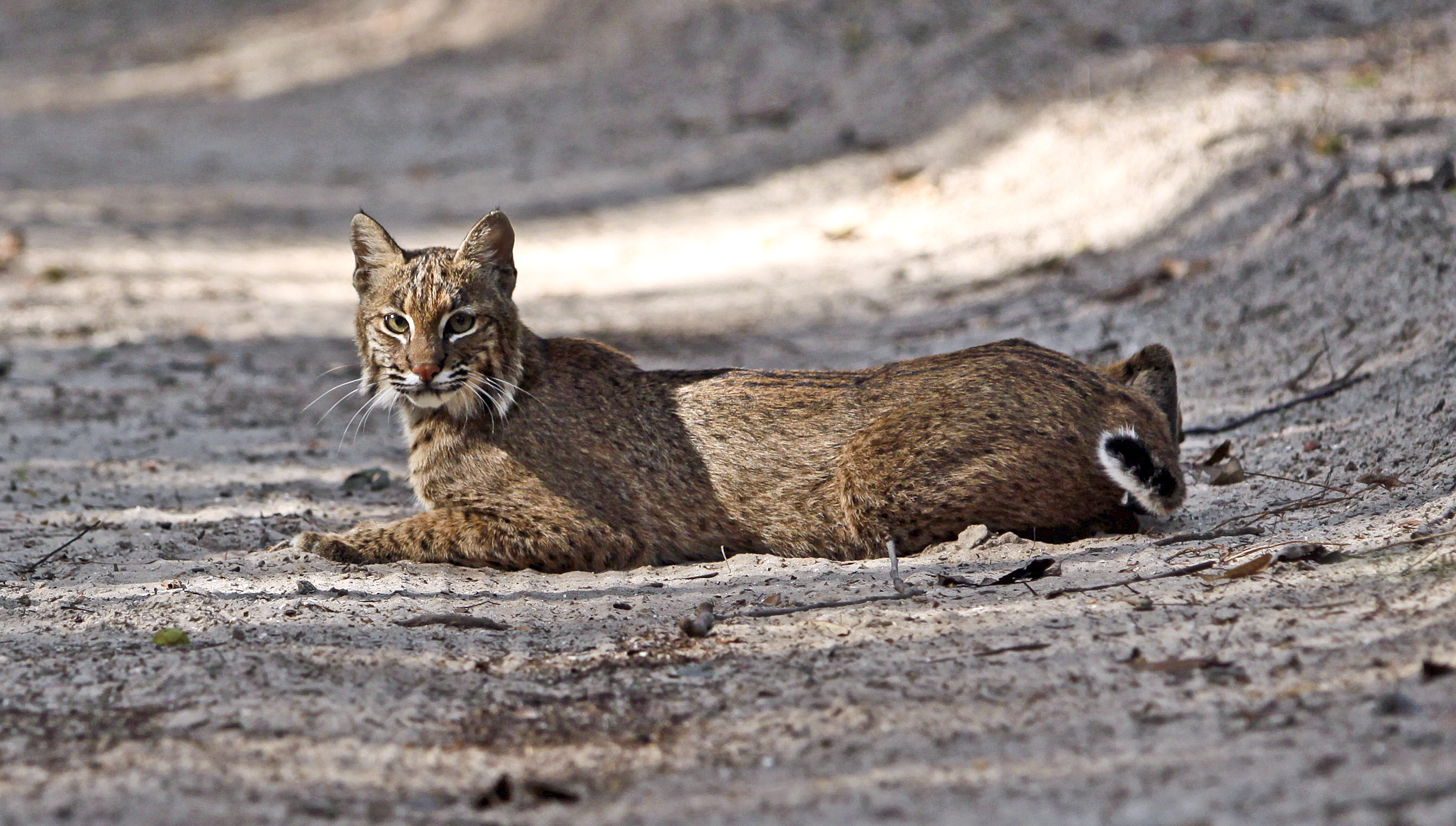
Un Lynx roux de la réserve de Guana en Floride.

Les activités du Lynx roux sont confinées sur des territoires bien définis, dont la superficie varie selon le sexe et la quantité de proies. Un résumé des recherches de l’UICN donne une fourchette de 0,6 à 326 km2. Une étude au Kansas a montré que les mâles possèdent un territoire d’environ 20 km2 et que les femelles se satisfont de moins de 10 km2. Les lynx de passage ont des territoires plus grands et moins bien définis. Les jeunes ont des territoires plus petits de 7 km2 environ. Toujours au Kansas, la recherche a montré que la dispersion des mâles depuis leur lieu de naissance est plus importante que celle des femelles.
Les recherches menées sur la variation saisonnière de la superficie du territoire sont assez contradictoires. Une étude montre une grande variation saisonnière pour les territoires des mâles : de 41 km2 en été à 100 km2 en hiver. Toutefois, d’autres montrent que ce sont les femelles, en particulier celles qui sont aptes à la reproduction, qui augmentent leurs territoires en hiver, et que ceux des mâles ne varient pas. D’autres recherches aux États-Unis ont montré peu ou pas de variation,,.
Le territoire est marqué avec des fèces, des jets d’urine, et par des traces de griffes sur les arbres. Sur son territoire, le Lynx roux a de nombreux refuges : une tanière principale et des refuges auxiliaires sur les limites de son domaine, comme des trous dans les troncs, un tas de broussailles, des fourrés ou sous des rochers.
Comme la plupart des félins, le Lynx roux est solitaire, bien que les territoires se recouvrent souvent : les mâles sont plus tolérants que les femelles, ce qui est une exception parmi les félins. En raison de leurs territoires plus petits, au moins deux femelles peuvent vivre sur le territoire d’un mâle. Quand plusieurs territoires de mâles se recoupent, une hiérarchie est souvent établie, dont la conséquence majeure est l’exclusion des mâles de passage des aires les plus favorables.
De la même manière que les différentes estimations de la taille du territoire, la densité de population varie de 1 à 38 Lynx roux par 65 km2 selon les sources. En Californie, un lien entre la densité de population et le sex-ratio a été observé : plus la densité de population est élevée, plus le nombre de mâles pour une femelle est élevé.

### Vocalisations
Un miaulement bref mais soutenu est le cri le plus fréquemment poussé chez le Lynx roux. Le Lynx roux peut également ronronner, mais aussi feuler (cracher), siffler et grogner lorsqu’il doit se défendre. Les vocalises sont toutefois rarement utilisées, sauf en période de reproduction.

### Chasse et alimentation

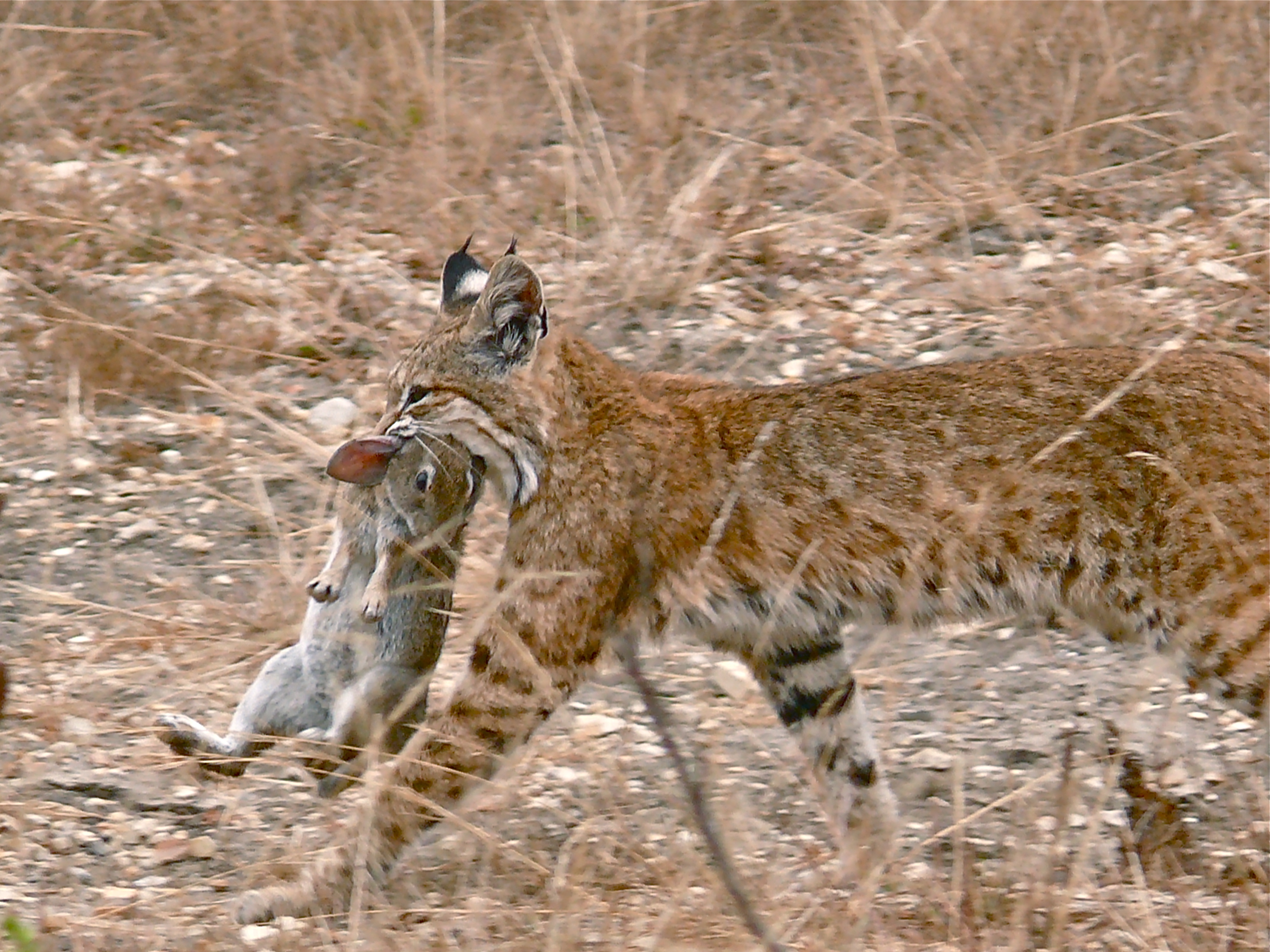
Lynx roux au transportant sa proie, un lapin d'Audubon (Sylvilagus audubonii).

Le Lynx roux est capable de survivre de longues périodes sans manger, puis avaler de grandes quantités de nourriture lorsque les proies sont abondantes. Durant les périodes de disette, il attaque souvent des proies plus grosses qui lui permettront de se nourrir pendant plusieurs jours. Le Lynx roux, embusqué, piste sa proie puis l’attaque d’un bond, ou après une courte poursuite. Sa préférence va aux mammifères de 0,7 à 5,7 kg ; les proies principales varient selon les régions : dans l’est des États-Unis, c’est le lapin, au nord de son aire de répartition, c’est le Lièvre d'Amérique (Lepus americanus). Quand ces proies principales coexistent, comme en Nouvelle-Angleterre, ces deux espèces représentent la première source de nourriture. Dans les régions très au sud, les lapins et lièvres sont remplacés par des rats du genre sigmodon. La proie principale de l’État de Washington est le Castor de montagne (Aplodontia rufa), les pécaris au Texas et le Lièvre arctique (Lepus arcticus) au Canada. Le Lynx roux est une espèce opportuniste, qui changera sans hésiter son régime alimentaire, à la différence du Lynx du Canada, plus spécialisé. Des recherches ont montré que le changement du régime alimentaire est en corrélation avec le déclin des proies principales du Lynx roux.
Le Lynx roux ajuste ses techniques de chasse à la taille de sa proie. Avec de petits animaux, comme les rongeurs, les écureuils, les oiseaux, les poissons et les insectes, il chassera dans des aires connues pour être abondantes en proie, et il attendra à l’affut qu’une proie s’approche avant de bondir et de la saisir à l’aide de ses griffes. Pour des animaux un peu plus gros, comme les lapins et les lièvres, il se cache dans les broussailles et attend que sa proie soit à moins de 10 mètres, puis se rue à l’attaque. Moins communément, il peut se nourrir d’animaux plus gros, comme les renards, les visons, les mouffettes, les chiens et les chats domestiques ; il s’attaque occasionnellement au bétail et à la volaille. Bien que les chevaux et le gros bétail soient épargnés, il est une menace pour les petits ruminants comme les moutons et les chèvres. Selon le National Agricultural Statistics Service du département de l’Agriculture des États-Unis, les Lynx roux ont tué 11 100 moutons en 2004, représentant 4,9 % des morts des moutons par prédation. Cependant, certaines morts peuvent être mal identifiées, notamment parce que le Lynx roux se nourrit aussi des animaux tués par d’autres prédateurs.
Il est connu pour s’attaquer aux Cerfs de Virginie, notamment en hiver quand les proies plus petites se font rares, ou lorsque leurs populations deviennent plus abondantes. Une étude dans les Everglades montre qu’une large majorité de captures (33 sur 39) sont faites sur des faons, mais que la chasse peut être réussie pour des proies pesant jusqu’à huit fois le poids du Lynx roux. Dans les rares occasions où le Lynx roux tue un daim, il en mange jusqu’à plus faim puis cache la carcasse sous la neige ou sous des feuilles, et retourne plusieurs fois s’en nourrir.
Les proies de base du Lynx roux sont aussi convoitées par d’autres prédateurs de taille moyenne appartenant à la même niche écologique. Des recherches effectuées dans le Maine n’ont pas montré de relations de compétitions avec le Coyote (Canis latrans) et le Renard roux (Vulpes vulpes) ; les distances de séparation et le recouvrement des territoires de ces différentes espèces apparaissent aléatoires sur les individus suivis. Pour le Lynx du Canada en revanche, les relations interspécifiques affectent la distribution des espèces : l’exclusion compétitive du Lynx roux est probablement la cause de la non-expansion de son cousin vers le sud de l’Amérique du Nord.

### Reproduction et élevage des jeunes

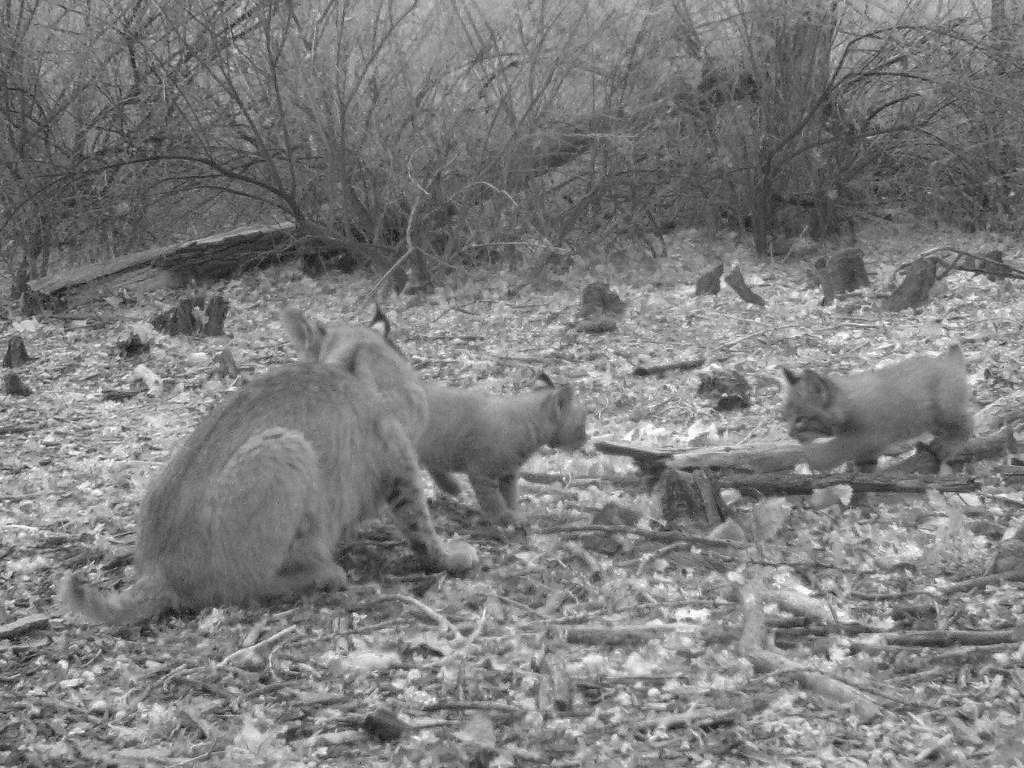
La femelle élève seule ses petits. Piège photographique au Refuge faunique national de Bosque del Apache au Nouveau-Mexique.

Le Lynx roux mâle est sexuellement mature à 18 mois et la femelle entre 9 et 12 mois. La production de sperme commence chaque année en septembre ou en octobre, et le mâle est fertile durant l’été. Un mâle dominant voyage avec la femelle et s’accouple plusieurs fois, en général de l’été jusqu’au printemps ; cela varie selon la localisation, mais la plupart des accouplements se déroulent durant les mois de février et de mars. Lorsque la femelle est en œstrus, elle signale sa présence par des cris qui ressemblent à ceux d’une chatte en chaleur, et le mâle lui répond d’une façon similaire. Le couple adopte différents comportements comme la poursuite ou l’embuscade, puis la femelle réceptive adopte la posture d’accouplement typique des félins : le mâle monte la femelle en la mordant au cou. La femelle peut s’en aller pour s’accoupler avec d’autres mâles, et les mâles s’accouplent généralement avec plusieurs femelles. Durant la cour, les Lynx roux, qui sont plutôt silencieux, peuvent crier. Des recherches au Texas suggèrent que l’obtention d’un territoire est nécessaire pour s’accoupler, les individus sans territoires n’ayant pas eu d’accouplements. La femelle a un œstrus tous les 44 jours, qui dure de cinq à dix jours. Les Lynx roux peuvent se reproduire durant toute leur vie,.
La femelle élève seule les jeunes. De un à huit petits (en moyenne deux à trois) naissent de mars à mai après cinquante à soixante-dix jours de gestation. La femelle accouche en général dans un espace clos, comme une grotte, une souche creuse ou sous une couverture végétale dense. Les jeunes ouvrent les yeux à neuf ou dix jours, ils ont une tête zébrée de raies noires qui disparaîtront en grandissant. Ils commencent à explorer le voisinage à quatre semaines et sont sevrés à deux mois. À partir de cinq mois, ils suivent leur mère,. Ils chassent par eux-mêmes durant l’automne de leur première année et en général quittent leur mère peu de temps après. Cependant, dans le Michigan, des jeunes sont restés avec leur mère jusqu’au printemps suivant.

### Mortalité

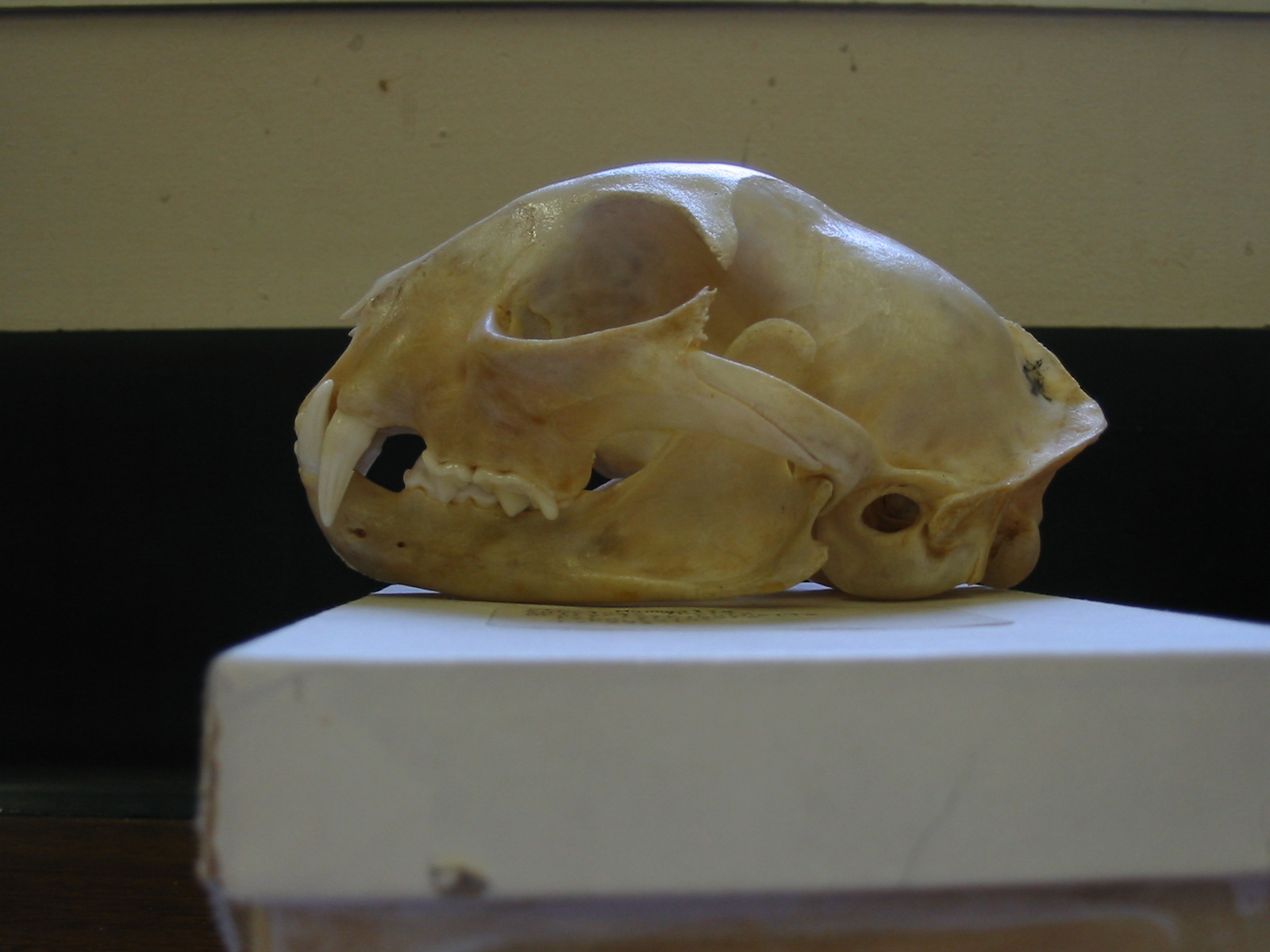
Crâne de Lynx roux

L’espérance de vie du Lynx roux est de six à huit ans, très peu atteignent dix ans. En captivité, le record est de 34 ans et dans la nature de 16 ans.
Le Lynx roux adulte a très peu de prédateurs en dehors de l’être humain, bien qu’il puisse être tué lors de conflits interspécifiques. Le puma et le Loup gris s’attaquent au Lynx roux, ce comportement ayant notamment été observé à plusieurs reprises au parc national de Yellowstone. Les petits peuvent être attrapés par de nombreux prédateurs comme les chouettes, les aigles, les coyotes, les renards, mais aussi par les Lynx roux adultes mâles. Quand les populations de proies sont peu abondantes, très peu de petits atteignent l’âge adulte.
Les maladies, les accidents, la chasse, les automobiles, et la famine sont d’autres causes de mort. Les jeunes ont un taux de mortalité élevé lorsqu’ils quittent leur mère, et que leur technique de chasse n’est pas encore éprouvée. Une étude sur quinze Lynx roux montre un taux de survie durant la première année pour les deux sexes de 62 %, en accord avec d’autres résultats de recherche montrant des taux de 56 à 67 %.
Le Lynx roux peut être infesté par des parasites, la plupart du temps des tiques ou des puces, et transporte parfois les parasites de ses proies, notamment ceux de l’écureuil et du lapin. Les parasites internes (endoparasites) sont particulièrement fréquents chez le Lynx roux,. Une étude montre un taux d’infection moyen de 52 % pour Toxoplasma gondii, mais avec d’importantes variations régionales. L’acarien Lynxacarus morlani se trouve uniquement dans le Lynx roux.

## Écologie et répartition

### Habitat

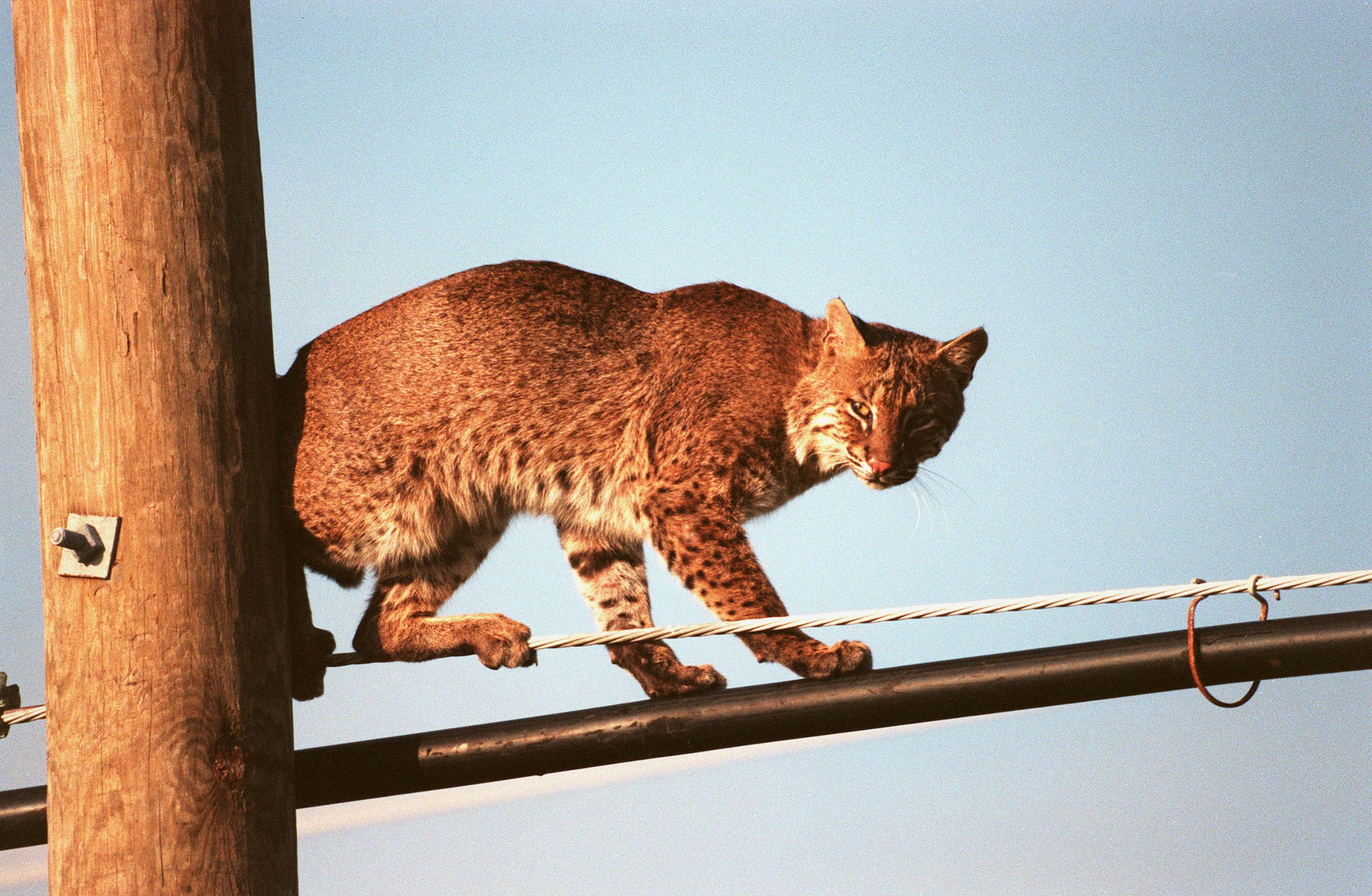
Un Lynx roux dans une banlieue urbanisée. L’aire de répartition n’est pas limitée par les populations humaines.

Le Lynx roux vit dans une grande variété de biotopes, comprenant les forêts de conifères et de feuillus, la brousse et même le désert. Seule la neige semble être un facteur limitant l’espèce au nord. Il préfère les forêts mais contrairement aux autres espèces de Lynx, il n’en dépend pas exclusivement. Son aire de répartition inclut aussi les marécages humides de Floride et les montagnes escarpées. Le Lynx roux est présent jusqu’à 2 500 mètres d’altitude. Les populations de Lynx roux dépendent essentiellement de la quantité de proies. Un autre facteur de sélection de l’habitat est la possibilité de se protéger des conditions climatiques extrêmes, de trouver des aires de repos et de reproduction, et une couverture dense pour la chasse et la tranquillité.
On peut le trouver sur des aires agricoles, tant qu’il y a des marais, des saillies rocheuses ou des étendues arborées où sa robe tachetée lui permettra de se camoufler. L’aire de répartition du Lynx roux ne semble pas limitée par les populations humaines tant qu’il peut trouver un habitat adéquat ; seules les étendues d’agriculture intensive ne lui conviennent pas. Ce félin rôde parfois en bordure des zones urbanisées, à la limite avec le milieu naturel.

### Répartition

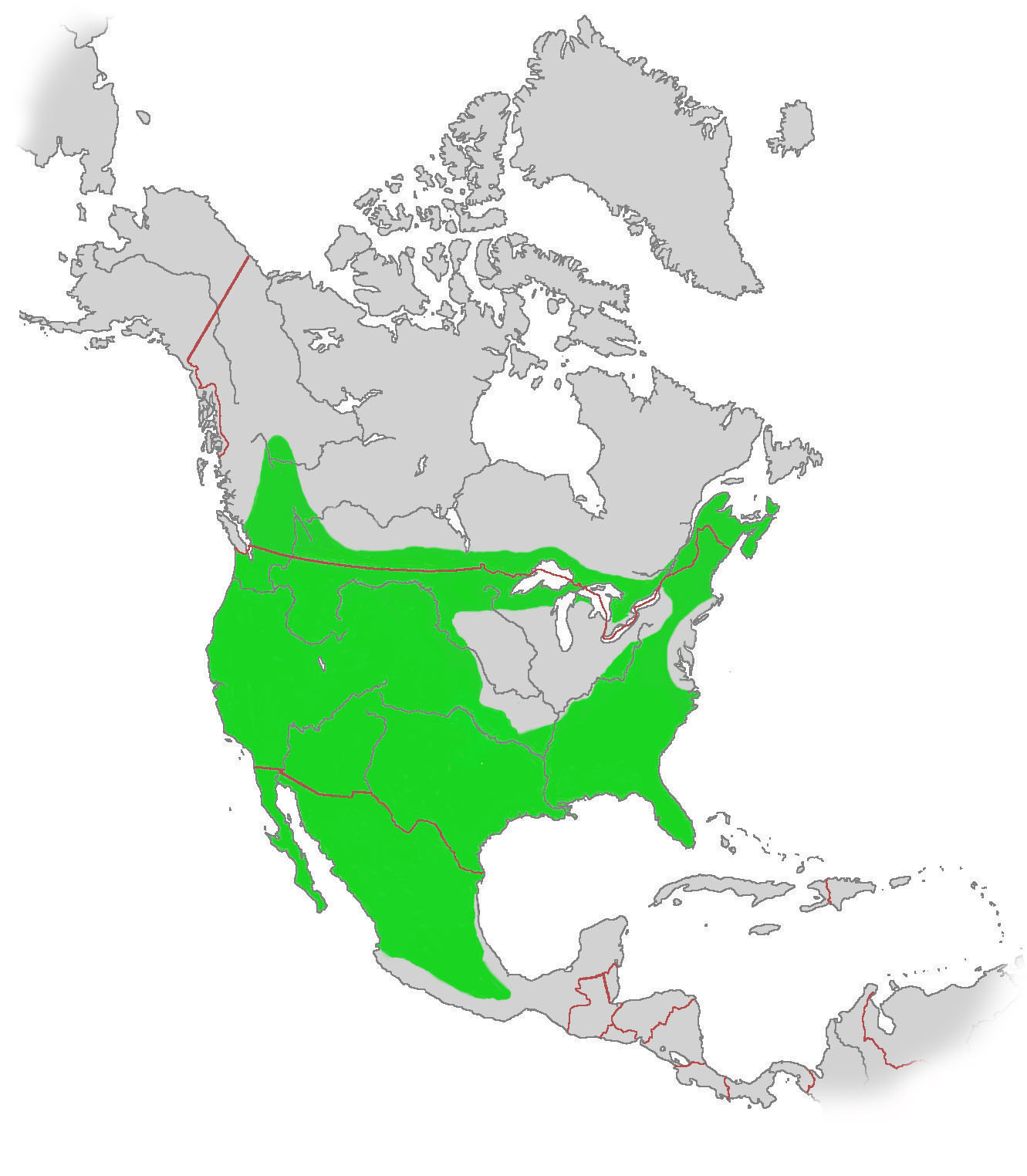
Aire de répartition du Lynx roux.

L’aire de répartition historique du Lynx roux commençait au sud du Canada, traversait les États-Unis et s’arrêtait dans l’État mexicain d’Oaxaca, et une grande partie de cette aire est encore occupée par le félin. En raison de changements d’habitat dus aux pratiques agricoles modernes, le Lynx roux n’est plus présent dans le Midwest des États-Unis et dans le sud du Minnesota, l’est du Dakota du Sud, l’Iowa et une grande partie du Missouri,,. Dans le sud et le centre de l’État de New York, de multiples observations de Lynx roux, y compris des spécimens morts, ont été rapportées. De même, des Lynx roux ont été signalés au nord de l’Indiana et l’un d’entre eux a été tué près d’Albion, dans le Michigan.
Au Canada, on le retrouve au sud et au centre de la Colombie-Britannique et de l’Ontario, au sud de l’Alberta, de la Saskatchewan, dans le Manitoba ainsi qu’au sud-est du Québec et dans toute la Nouvelle-Écosse et le Nouveau-Brunswick. Les populations y sont limitées par la double présence de la neige et du Lynx du Canada. Le Lynx roux ne tolère pas la neige profonde, et attendra à l’abri la fin d’une tempête ; en outre, il ne possède pas de larges pattes comme le Lynx du Canada qui permettent de se déplacer facilement dans la neige. Le Lynx roux n’est pas désavantagé par sa plus petite taille lorsqu’il rencontre cette autre espèce de lynx : des déplacements du Lynx du Canada provoqués par le Lynx roux, plus agressif, ont été observés en Nouvelle-Écosse, où le défrichage de la forêt de conifères pour l’agriculture a mené le Lynx du Canada à se retirer vers des zones plus au nord au profit du Lynx roux. L’hybridation avec le Lynx du Canada pourrait également être un facteur limitant le développement de l’espèce vers le nord.
Au nord et au centre du Mexique, ce félin se rencontre dans les étendues de buissons secs et les forêts de pins et de chênes. Ses territoires s’arrêtent à la partie tropicale du pays. En dessous de l’isthme de Tehuantepec, on ne trouve plus de Lynx roux et une modélisation numérique faite en 2008 suggère que la colonisation de ces territoires est limitée par le type d’habitat peu favorable au Lynx roux mais aussi par la concurrence exercée par d’autres félins de taille analogue dans cette région (Margay, Jaguarondi, Jaguar)

### Conservation

#### Menaces pesant sur l’espèce
La perte et le morcellement de son habitat constitue le danger majeur pour la stabilité des populations du Lynx roux, notamment pour Lynx rufus escuinipae. La chasse et le piégeage sont également des causes de mortalités de ce félin qui peuvent représenter dans certaines régions près de la moitié des décès. D’ailleurs, le taux de mortalité augmente durant les mois d’hiver, lorsque la chasse est ouverte. Dans les années 1980, près de 90 000 Lynx roux ont été tués aux États-Unis et 3 000 au Canada. Les jeunes sont indirectement plus vulnérables à la chasse car ils dépendent de leur mère durant les premiers mois de leur vie. Toutefois, sa population est toujours importante, même dans le sud des États-Unis où il a été intensément chassé. Les éleveurs de volaille peuvent aussi s’attaquer à lui lorsqu’il s’attaque à leurs animaux.

#### Protection internationale et nationale

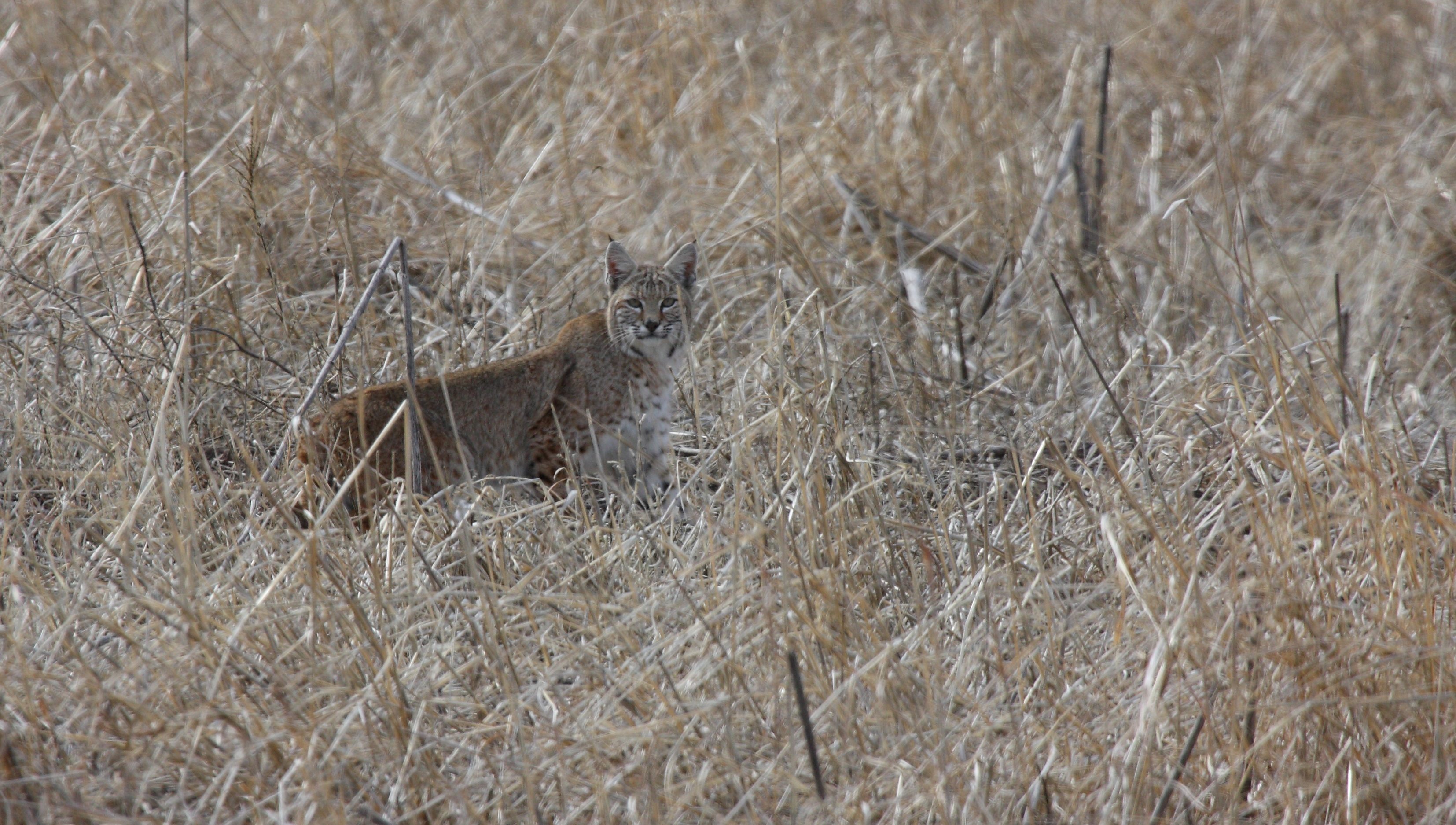
Un Lynx roux à San Rafael en Arizona.

Le Lynx roux est listé en Annexe II de la CITES, ce qui signifie qu’il n’est pas considéré comme en voie d’extinction, mais que sa chasse et son commerce doivent être réglementés. Les populations sont régulées dans les trois pays de son aire de répartition ; on le trouve dans de nombreuses aires protégées des États-Unis. L’U.S. Fish and Wildlife Service estime le nombre de Lynx roux entre 700 000 et 1 500 000 aux États-Unis en 1988, avec un accroissement de la densité de population et de son aire de répartition durant les années précédentes. Pour cette raison, les États-Unis ont lancé une demande de retrait du Lynx roux de l’appendice II à la CITES, mais celle-ci fut refusée. Les populations du Canada et du Mexique restent stables et saines. Le Lynx roux est classé comme en préoccupation mineure (LC) par l’UICN.
L’espèce est considérée comme en danger dans l’Ohio, l’Indiana et le New Jersey. Il a été retiré de la liste des espèces menacées dans l’Illinois en 1999 et dans l’Iowa en 2003. En Pennsylvanie, le piégeage et la chasse limités sont à nouveau autorisés après avoir été interdits de 1970 à 1999. Les populations de Lynx roux ont décliné au New Jersey durant le XIXe siècle, principalement à cause du développement commercial et agricole qui a fragmenté son habitat. En 1972, le Lynx roux est légalement protégé, et a été listé comme en danger dans cet État en 1991. Des réintroductions ont été conduites en 1990 dans l’île de Cumberland en Géorgie et en 1994 dans le New Jersey.
Au Canada, le Lynx roux n’est pas considéré comme une espèce en danger, toutefois des mesures de protection internes aux provinces peuvent être mises en place : le Québec a interdit ainsi la chasse et le piégeage du Lynx roux en 1991 mais devant la remontée de la population l'a de nouveau autorisé en 2012.
La sous-espèce du Mexique Lynx rufus escuinipae a été considérée comme en danger par l’U.S. Fish and Wildlife Service mais a été retirée de la liste des espèces en danger en 2005.

#### Présence dans les zoos
Le Lynx roux ne fait l’objet d’aucun programme d’élevage en captivité, ni d’un studbook en Europe et aux États-Unis. Sa population captive est évaluée à 245 individus en 2009 selon ISIS, les différentes sous-espèces étant très peu représentées.

## Culture

### Linguistique

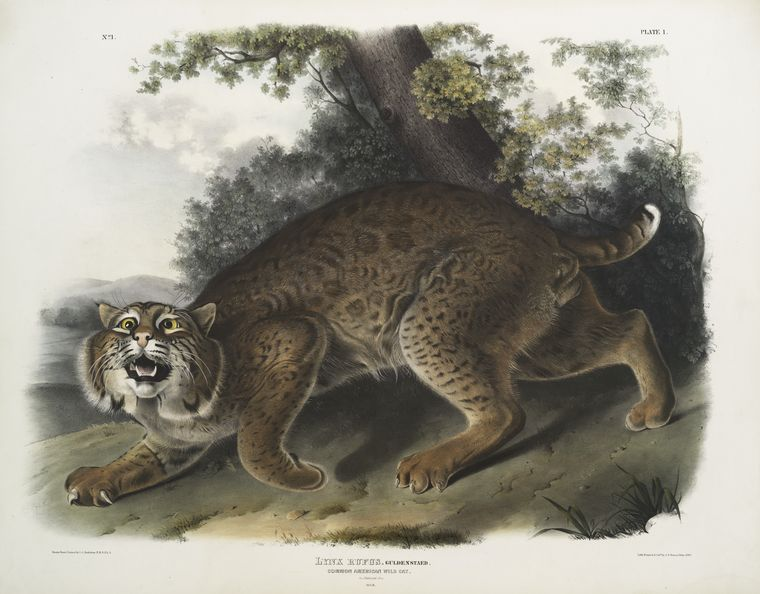
Lynx rufus, Audubon dans Quadrupèdes vivipares d'Amérique du Nord.

#### Dénomination
Le mot anglais pour désigner le Lynx roux, bobcat, vient de sa queue raccourcie : bob-tailed cat, « chat à la queue en forme de bouchon ». Une autre étymologie viendrait du verbe to bob, qui signifie « sautiller » et qui ferait directement référence à l’allure du félin lorsqu’il se déplace d’une manière un peu chaloupée, du fait de ses longues pattes arrière. Jean-Jacques Audubon y fait référence comme l’« American wildcat », littéralement « chat sauvage d’Amérique ». Ce terme est parfois encore employé improprement en Amérique du Nord, avec des variations de sens selon le sexe ou la géographie (un « bobcat » peut ainsi désigner un Lynx roux vivant dans les plaines, tandis qu’un « wildcat » vivrait dans les montagnes). Le Lynx roux est appelé « chat sauvage » au Canada et « chat tigré » en français cadien. Au Mexique, on parle de « gato montes », c’est-à-dire du « chat de la montagne ».

#### Toponymie
Le Lynx roux a inspiré certains noms de lieu aux États-Unis. Par exemple, Lynx Creek près de Prescott en Arizona a été nommée ainsi par un membre de l’expédition de Joe Walker dans les montagnes de Bradshaw où un Lynx roux l’avait attaqué,. Le nom des montagnes Catskill viendrait du mot néerlandais « kaatskill » qui signifie « crique du chat sauvage », le « chat sauvage » désignant un Lynx roux.

### Représentations

#### Mythologie amérindienne
Dans la mythologie amérindienne, la figure du Lynx roux est souvent associée à celle du Coyote, dans un thème de gémellité. Le lynx et le coyote sont respectivement associés au vent et au brouillard, deux éléments opposés dans le folklore amérindien. Les légendes varient légèrement entre les peuples nord-américains, et des mythes équivalents existent en Amérique du Sud, comme au Brésil par exemple. Une version des Nez-Percés représente le lynx et le coyote comme des êtres opposés et antithétiques. Cependant, une autre version les représente égaux et identiques.
Les figures du Lynx et du Coyote dans les mythes des Indiens d’Amérique ont été étudiées par Claude Lévi-Strauss, dans son livre Histoire de Lynx. Selon lui, ces jumeaux opposés et de force inégale représentent un monde en perpétuel déséquilibre. Cette analyse lui permet d’interpréter les comportements amicaux des Amérindiens lors de leurs premiers contacts avec des Européens : pour les Amérindiens, l’existence de leur peuple impliquait l’existence d’autres peuples dont ils attendaient la venue. Toujours selon Lévi-Strauss, les versions plus tardives sont le résultat du contact régulier avec les Européens,.
Dans une légende Shawnee, le Lynx roux, un des quatre protecteurs de l’étoile du matin, se fait avoir par un lapin : alors que ce dernier est acculé dans un arbre, prêt à être attrapé par le lynx, il suggère à son prédateur de faire un feu pour le rôtir ; le lapin saute alors de l’arbre, et les braises s’éparpillent sur la fourrure du Lynx et dessinent des taches marron foncé sur sa robe. Les Mojaves croient que rêver souvent d’un objet ou d’un être vivant leur donne leurs caractéristiques. S’ils rêvent des deux divinités que représentent le Lynx et le puma, ils pensent que cela va leur donner des compétences supérieures à la chasse à celles des autres tribus. Les colons européens ont aussi admiré ce félin, autant pour sa férocité que pour sa grâce, et aux États-Unis, il reste prééminent dans les anthologies du folklore national.

#### Emblèmes et personnages de fictions
Le Lynx roux est choisi comme emblème par de nombreuses universités et équipes sportives d’Amérique du Nord, comme les Bobcats de Charlotte ou les Bobcats de l’Ohio. La mascotte publicitaire de la Mercury Bobcat, modèle canadien de la Ford Pinto, était jouée par le Lynx roux « Rocky ». Le rang « bobcat » est également le rang de base des Cub Scouts, un programme des Boy Scouts of America.
À la télévision, Bonkers D. Bobcat est un Lynx roux anthropomorphique créé par les studios Disney. Le Lynx roux Bubsy est un personnage de jeux vidéo ; une série de dessins animés consacrée au personnage a été produite, mais seul un épisode existe.
Le Lynx roux a fait l’objet d’un timbre aux États-Unis d’une valeur de deux dollars, sorti le 1er juin 1990 à l’occasion d’une série de timbres sur les animaux sauvages (Wildlife series).

### Attitudes et connaissances envers le Lynx roux
Bien que le Lynx roux soit un des félins les plus étudiés, il demeure assez méconnu du grand public, et notamment des habitants d’Amérique du Nord alors qu’il s’agit du félin sauvage le plus répandu sur ce continent. Un sondage mené sur plusieurs groupes de visiteurs du Cumberland Island National Seashore en Géorgie, où le Lynx a été réintroduit, a permis d’évaluer leurs attitudes et leurs connaissances à propos du Lynx roux. Les personnes sondées étaient en moyenne favorables à la réintroduction du Lynx roux, mais les chasseurs de cerfs de Virginie étaient défavorables. L’évaluation des connaissances sur le Lynx roux a une note moyenne de 3,8/10, les chasseurs ayant obtenu les meilleurs scores (5,1/10). Selon les auteurs, ce score si faible peut être corrélé avec la nature discrète du Lynx roux : les opportunités d’apprentissage par contact direct sont faibles. De plus, peu de reportages animaliers lui sont dédiés, à l’inverse de ce qu’on peut voir pour le lion, le tigre, ou encore le puma.

### Commerces des peaux

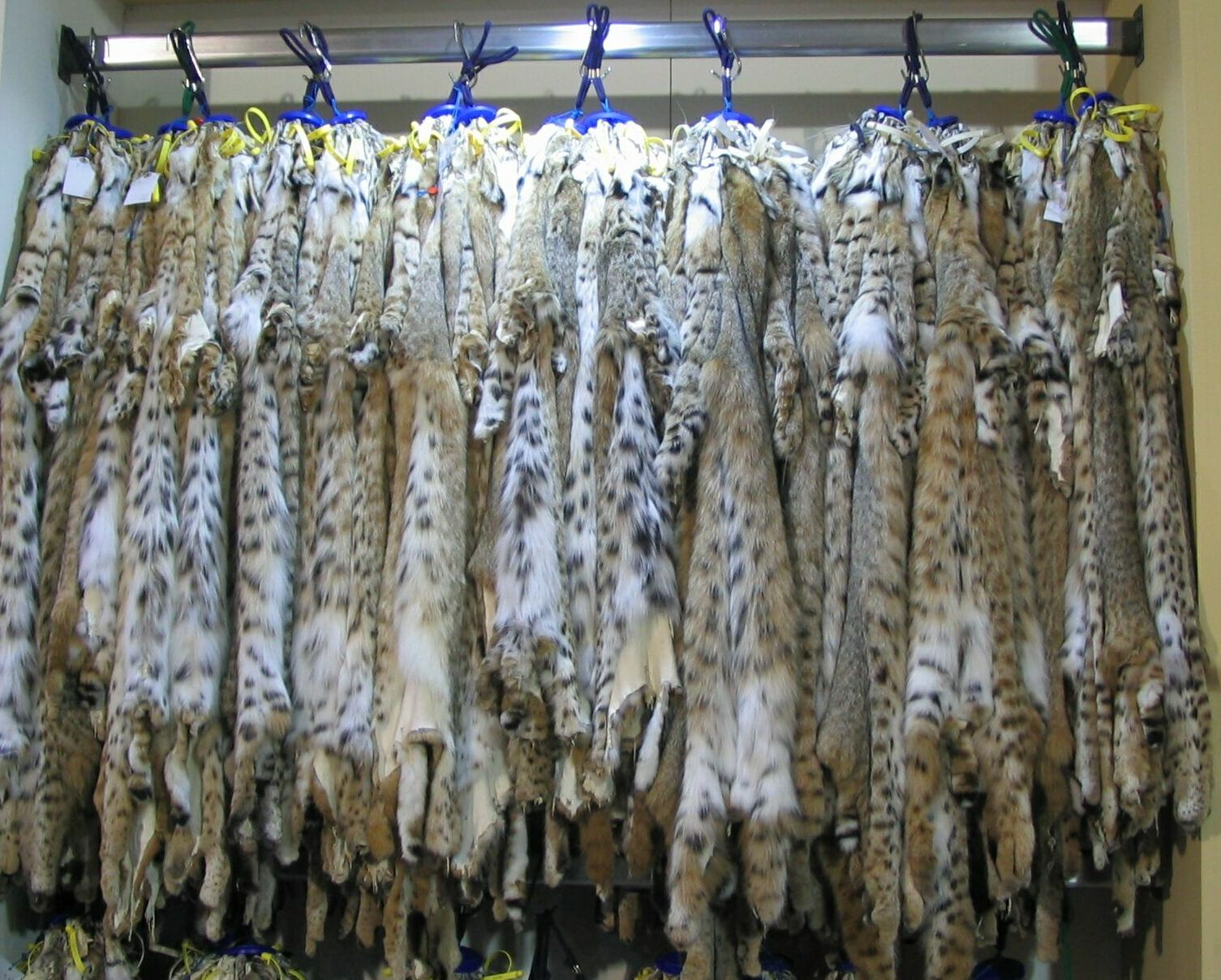
Peaux de Lynx roux.

Le Lynx roux est depuis longtemps chassé et piégé pour le sport et pour sa fourrure. Jusqu’au début des années 1970, la peau de Lynx roux se vend autour de 5 $. Le passage de l’Endangered Species Act (ESA) en 1973, qui interdit l’importation de fourrure d’animaux menacés aux États-Unis, et la création de la CITES en 1975, qui interdit le commerce international de nombreux félins, provoquent une hausse des prix sans précédent. De 1970 à 1977, le prix des fourrures passe de 10 $ à 150 $, les plus belles peaux pouvant atteindre 250 $, et le nombre de Lynx roux chassés se multiplie par huit. Les prix s’effondrent à la suite du lundi noir d'octobre 1987. Dans les années 1990, les prix ont à nouveau baissé.
La peau de Lynx roux est la plus vendue de celles des félins. La fourrure de Lynx roux sert à faire des manteaux, des tapis ou des décorations murales ; c’est la fourrure du ventre qui est la plus recherchée. La plupart des exportations viennent des États-Unis, dont les exportations annuelles moyennes sont passées de plus de 13 000 dans les années 1990 à un peu moins de 30 000 dans les années 2000.